# Coleophora jebeli
Coleophora jebeli é uma espécie de mariposa do gênero Coleophora pertencente à família Coleophoridae.